# Musica Fiorita
Musica Fiorita war ein 1990 gegründetes und in Basel ansässiges Ensemble für Barockmusik, das von der Cembalistin Daniela Dolci geleitet wurde. Das Ensemble konzentrierte sich insbesondere auf Wiederentdeckungen unbekannter Werke von Komponisten des 17. und 18. Jahrhunderts und deren historisch informierte Aufführung. Im März 2020 stellte es seine Konzerttätigkeit ein.

## Das Ensemble
Während 30 Jahren führte das Ensemble unter der Leitung von Daniela Dolci Werke der Spätrenaissance und des Barock auf, wobei es sich sowohl der historischen Aufführungspraxis und der Werktreue verpflichtet sah als auch neue Wege der Musikinterpretation gehen wollte
.
Die Besetzung mit Instrumenten wie Zink, Barockvioline, Traversflöte, Viola da gamba u. a. sowie die Generalbassgruppe mit Laute, Theorbe, Barockgitarre, Salterio, Harfe, Cembalo und Orgel hatte zum Ziel, die Fülle feinster Nuancen in der Musik des 17. und 18. Jahrhunderts zu repräsentieren und zum Leben zu erwecken. Ein Fokus des Ensembles lag auf der Wiederaufführung vergessener Partituren.
In der Mischung vokaler und instrumentaler Musik und im Kontrast zwischen geistlichen und weltlichen Werken bot das Ensemble ein  Programm mit Musik des Früh- und Hochbarock. Die Aufführungen ausgewählter Kammermusik wurden gelegentlich als gesellschaftliches Ereignis inszeniert.
Während die Mitglieder des Ensembles aus vielen Teilen der Welt stammten, strebten alle dasselbe Klangbild an, zumal die meisten von ihnen ihr Studium an der Schola Cantorum Basiliensis absolviert hatten, also aus derselben Schule kamen.
Das Ensemble gab zahlreiche Konzerte in West- und Osteuropa, Nord- und Südamerika und Asien und war auf einschlägigen Festivals präsent.

## Tonträger
- Die Herrlichkeit der Erden muss Rauch und Asche werden – Musik und Poesie aus der Zeit des 30-jährigen Krieges, Rezitation: Dietrich Fischer-Dieskau
- Celebremus cum gaudio – Werke von Johann Melchior Gletle
- Portrait – Werke von Elisabeth-Claude Jacquet de la Guerre
- Oratorio S. Alessio – Camilla de Rossi detta la Romana
- Arie, Lamenti e Cantate – Werke von Barbara Strozzi
- Canzoni, Danze e Variazioni – Werke von Tarquinio Merula
- Sonate Concertate in Stil Moderno – Werke von Dario Castello
- Triumphale canticum – Werke von Johann Melchior Gletle
- Céphale et Procris – Tragédie en musique von Élisabeth Jacquet de La Guerre
- Santa Beatrice d’Este – von Camilla de Rossi detta la Romana
- Antonio Vivaldi, The Four Seasons mit Leila Schayegh